# Чёрч, Джон Хьюстон
Генерал-майор Джон Хьюстон Чёрч (28 июня 1892 — 3 ноября 1953) — один из старших офицеров армии США. Принимал участие в боях первой, второй мировой и Корейской войн. В ходе Корейской войны помогал южнокорейской армии в начальные дни войны. Затем командовал 24-й пехотной дивизией, принявшей участие в битве за Пусанский периметр.

## Биография
Родился 28 июня 1892 года в городе Глен-Айрон, штат Пенсильвания. С 1915 по 1917 гг учился в Нью-Йоркском университете. После вступления США в первую мировую войну вступил в ряды американской армии и получил звание второго лейтенанта.
Служил на западном фронте первой мировой войны в составе 28-го пехотного полка первой дивизии американского экспедиционного корпуса (AEF). Дважды ранен. За героизм, проявленный в битве при Кантиньи, удостоился креста «За выдающуюся службу». К концу войны решил продолжить службу в армии. Был инструктором Национальной Гвардии штатов Мэриленд и Аризона, в 1933-36 годах служил на Филиппинах.
После вступления США во вторую мировую войну в декабре 1941 года Чёрч занял пост заместителя начальника штаба по оперативной деятельности а затем стал и начальником штаба 45-й пехотной дивизии. Он служил в дивизии с 1943 по 1944 годы, в то время дивизия участвовала в высадке на Сицилии, многочисленных битвах Итальянской кампании, высадке на юге Франции. Затем Чёрч возглавил 157-й пехотный полк, в сентябре 1944 года был произведён в бригадные генералы и стал заместителем командира (ADC) 84-й пехотной дивизии. Ближе к концу войны Чёрч получил новое ранение в ходе наступления дивизии из Голландии к реке Эльба.
Спустя год по окончании войны Чёрч возглавил центр подготовки пехотного резерва в Форт-Маклелан, штат Алабама. Затем он возглавил такой же центр в Форт-Джексоне, штат Южная Каролина, там же он позднее принял командование над пятой пехотной дивизией. С 1948 по 1949 год Чёрч занимал пост заместителя сухопутных сил армии в Форт-Монро, штат Виргиния. В 1950 году он служил в штабе генерала Дугласа Макартура в г.Токио, Япония.
После начала Корейской войны 25 июня 1950 года Макартур отправил Чёрча вместе с командой наблюдателей из старших офицеров для работы с послом Мучо и группой военных советников в Корее (KMAG) с целью оценить какая помощь может быть оказана южнокорейской армии. Эта миссия привела к образованию передового командования GHQ и группы связи (ADCOM) в г. Сувон. Чёрч прибыл в Корею 27 июня, чтобы возглавить ADCOM. Он работал с главой штаба южнокорейской армии генералом Чэ Бюн Доком, чтобы усилить оборонительные мощности Южной Кореи. Несмотря на его усилия северокорейцы 28 июня взяли Сеул. Поэтому Чёрч рекомендовал развернуть как минимум две боевые команды американских сил, чтобы помочь стабилизировать ситуацию. Это побудило Макартура поехать в Корею на следующий день. Получив доклад Чёрча, он с одобрения президента США Трумэна отправил американские войска в Корею.
В соответствии с этим решением 24-я пехотная дивизия, размещённая в Японии как часть Восьмой армии стала первым подразделением армии, отправленным в из Японии. Дивизию возглавлял генерал-майор Уильям Дин. На север была отправлена усиленная рота из дивизии под командой подполковника Брэда Смита с целью остановить наступление северокорейцев. На встрече со Смитом в Тэджоне Чёрч проинформировал своего коллегу: «Всё что нам нужно — это кучка людей, которая не разбежится при виде танков» и проинструктировал его занять позиции у Осана. Боевая группа «Смит» оказавшись без танковой поддержки и с испорченной связью была быстро разгромлена в первом же бою с северокорейцами. Дин собрал свои силы в г. Тэджон и создал мощную оборону. После упорных боёв американские войска отступили. Дин отбился от войск и попал в плен. 22 июля Чёрч после роспуска ADCOM без команды возглавил дивизию.
Получив командование Чёрч получил двухдневный отдых. Командующий восьмой армией генерал-лейтенант Уокер решил отправить 24-ю дивизию в юго-западный сектор Пусанского периметра (выступ реки Нактонган). В последующей битве силам 6-й дивизии КНА удалось нанести тяжёлые потери людям Чёрча и постепенно оттеснить 24-ю дивизию. Чёрч, произведённый в генерал-майоры, сумел перегруппировать своих людей и удержать периметр, в чём им помогла бригада морской пехоты.
Здоровье Чёрча ухудшалось, он страдал от артрита. Он оставался во главе 24-й дивизии до начала 1951 года. После трагической гибели Уокера в декабре 1950 года новый командующий восьмой армией генерал-лейтенант Мэтью Риджуэй заменил Чёрча на посту командира дивизии. Его место занял бригадный генерал Блэкшир Брайан. Чёрч был награждён армейской медалью «За выдающуюся службу».
Впоследствии Чёрч возглавил пехотную школу армии США в Форт-Беннинге, штат Джорджия и прослужил в этой должности до самой отставки в июне 1952 года. Он скончался 3 ноября 1953 года в г. Вашингтон и был похоронен на Арлингтонском национальном кладбище в штате Виргиния.

## Медали и знаки отличия
|  | Значок боевого пехотинца |

| | Крест «За выдающиеся заслуги»                                                            |
| | Медаль «За выдающиеся заслуги»                                                           |
| | Серебряная звезда                                                                        |
| | Орден «Легион почёта»                                                                    |
| Бронзовый пучок дубовых листьев · Бронзовый пучок дубовых листьев                                                 | Пурпурное сердце с двумя дубовыми листьями                                               |
| Бронзовая звезда за службу · Бронзовая звезда за службу · Бронзовая звезда за службу                              | Медаль Победы в Первой мировой войне с тремя боевыми звёздами.                           |
| | Медаль Оккупационной армии в Германии                                                    |
| | Медаль «За защиту Америки»                                                               |
| | Медаль «За Американскую кампанию»                                                        |
| Бронзовая звезда за службу · Бронзовая звезда за службу · Бронзовая звезда за службу · Бронзовая звезда за службу | Медаль «За Европейско-африканско-ближневосточную кампанию» с четырьмя звёздами за службу |
| | Медаль Победы во Второй мировой войне                                                    |
| | Медаль «За службу в оккупационной армии»                                                 |
| | Медаль «За службу национальной обороне»                                                  |
| Бронзовая звезда за службу · Бронзовая звезда за службу                                                           | Медаль «За службу в Корее» с двумя звёздами за службу                                    |
| | Медаль «За службу ООН в Корее»                                                           |